# Sendija
Sendija (mađ. Szendehely) je selo na sjevernom dijelu istočne polovine Mađarske. Uz granicu s Peštanskom županijom, sjeverno od hrvatskog prstena naselja. Sendijski je hrvatski toponim zabilježio Živko Mandić u podunavskom selu Senandriji.

## Upravna organizacija
Upravno pripada rétsáškoj mikroregiji u Nogradskoj županiji. Poštanski je broj 2640. U selu djeluje romska i njemačka manjinska samouprava.
1902. je godine Sendiji upravno pripojen Pusztakatalin.

## Stanovništvo
U Sendiji je prema popisu 2001. živjelo 1413 stanovnika, većinom Mađara, 37,8% Nijemaca, 2,2% Roma, nešto Slovaka i Poljaka te drugih.